# Stefan Schönberg
Stefan Schönberg (* 1969 in Landau/Pfalz) ist ein deutscher Radiologe und Hochschullehrer.

## Leben
Stefan Schönberg schloss 1995 sein Studium der Humanmedizin an der Ruprecht-Karls-Universität Heidelberg ab. Während des Studiums absolvierte er mehrere Rotationen am St. John’s Hospital and Medical Center, Detroit/Michigan (USA) und an der University of Michigan, Ann Arbor/Michigan (USA). Seine Approbation als Arzt erlangte er 1997. 1998/99 folgte ein Fellowship an der University of Michigan in den Fachbereichen Interventionelle Radiologie und MRT, gefördert durch die Deutsche Forschungsgemeinschaft. 1999 erhielt er die Lizenz zur ärztlichen Tätigkeit im Bundesstaat Michigan (USA) sowie die Zulassung zur ärztlichen Weiterbildung in den USA (ECFMG certificate).
2000 wurde Stefan Schönberg als Funktionsoberarzt am Deutschen Krebsforschungszentrum (DKFZ) in Heidelberg Leiter der Arbeitsgruppe CT und Ultraschall. Im darauffolgenden Jahr schloss er seine Ausbildung zum Facharzt für Diagnostische Radiologie ab und wurde Oberarzt am DKFZ im Bereich Diagnostische Radiologie. 2002 habilitierte er im Fach Diagnostische Radiologie an der Medizinischen Fakultät der Universität Heidelberg. Im gleichen Jahr wechselte er als Oberarzt und Leiter des Funktionsbereichs Magnetresonanztomographie des Instituts für Klinische Radiologie an die Ludwig-Maximilians-Universität München. Zum Geschäftsführenden Oberarzt des Instituts für Klinische Radiologie wurde er 2004 ernannt. Seit 2007 ist Stefan Schönberg Direktor der Klinik für Radiologie und Nuklearmedizin am Universitätsklinikum Mannheim. Gleichzeitig wurde er auf den Lehrstuhl für Radiologie und Nuklearmedizin der Medizinischen Fakultät Mannheim der Universität Heidelberg berufen.

## Arbeitsschwerpunkte
Stefan Schönberg ist Facharzt für „Diagnostische Radiologie“. Mit der klinischen Weiterentwicklung der parallelen Bildgebung und der Multikanaltechnologie in der Hochfeld-Magnetresonanztomographie (MRT) setzte er wesentliche Impulse für die schnelle und präzise bildgebende Diagnostik. Durch die Kombination aus morphologischer und funktioneller MRT- und CT-Diagnostik realisierte er eine umfassende nicht-invasive Charakterisierung von Organerkrankungen. Stefan Schönberg ist Q2-zertifiziert im Gebiet der radiologischen Prostata- und Muskuloskelettalen Diagnostik sowie Q3-Ausbilder in der kardialen MRT- und CT-Bildgebung nach den Vorgaben der Deutschen Röntgengesellschaft.

## Forschungsschwerpunkte
Die Forschungsschwerpunkte von Stefan Schönberg liegen in folgenden Bereichen:
- Vaskuläre und abdominelle Bildgebung
- Funktionelle MRT
- Hochfeld-MRT
- Onkologische Bildgebung
- Integrierte Diagnostik
- Radiomics und künstliche Intelligenz

## Auszeichnungen
2006 Hermann-Holthusen-Ring für herausragende wissenschaftliche Leistung in der Radiologie

## Mitgliedschaften
Stefan Schönberg ist Mitglied bei folgenden Fachgesellschaften, Fachzeitschriften und wissenschaftlichen Verbünden:
- Deutsche Röntgengesellschaft (Präsident 2017–2019)[2]
- Konferenz der Lehrstuhlinhaber für Radiologie e.V. (2008–2014 Vorsitzender)
- International Society of Strategic Studies in Radiology (IS³R, seit 2019 Vice-President)
- Special Issue Editor und Editorial Board der Fachzeitschrift „Investigative Radiology“[3]
- Wissenschaftlicher Beirat der Fachzeitschrift „Der Radiologe“
- Mitglied des Direktoriums des Instituts für Medizintechnologie (IMT) der Universität Heidelberg und der Hochschule Mannheim[4]
- Mitglied des Lenkungsausschusses der BMBF-Forschungscampus-Initiative „Mannheim Molecular Intervention Environment (M2OLIE)“[5]